# Douchy-lès-Ayette
Douchy-lès-Ayette is een gemeente in het Franse departement Pas-de-Calais (regio Hauts-de-France) en telt 312 inwoners (1999). De plaats maakt deel uit van het arrondissement Arras.

## Geografie
De oppervlakte van Douchy-lès-Ayette bedraagt 5,5 km², de bevolkingsdichtheid is 56,7 inwoners per km².
De onderstaande kaart toont de ligging van Douchy-lès-Ayette met de belangrijkste infrastructuur en aangrenzende gemeenten.

## Demografie
Onderstaande figuur toont het verloop van het inwonertal (bron: INSEE-tellingen).